# Pandemia de COVID-19 no Brasil
No Brasil, a pandemia de COVID-19 teve início em 26 de fevereiro de 2020 com a confirmação do primeiro caso na cidade de São Paulo. Menos de um mês depois, o Ministério da Saúde (MS) declarou o estado de transmissão comunitária em todo o território nacional e, desde então, foram confirmados 39 279 090 casos e 716 238 mortes.
No início da pandemia, o então ministro da saúde Luiz Henrique Mandetta posicionou-se de acordo com as orientações da Organização Mundial da Saúde (OMS) ao adotar o distanciamento social com o objetivo de "achatar a curva" de contágio e assim evitar o colapso do sistema de saúde. Por outro lado, a resposta do então presidente Jair Bolsonaro foi amplamente criticada depois que ele minimizou os efeitos da doença, defendeu tratamentos sem eficácia comprovada e postergou a compra de vacinas, além de ter entrado em conflito com governadores por discordar de medidas de distanciamento social. Por causa dessa resposta errática, o Senado Federal instaurou a CPI da COVID-19, uma comissão parlamentar de inquérito para investigar ações e omissões do poder público no combate à pandemia.
Entre os impactos da pandemia, o sistema de saúde passou por uma crise sanitária em 2021, quando o país começou a registrar mortes em filas de espera por leitos e alertas para possíveis desabastecimentos de oxigênio e produtos de intubação. Na economia, interrompeu a recuperação de longo prazo e afetou diretamente o emprego e a renda da população. Por fim, prejudicou a educação de alunos em fase de alfabetização.

## Evolução
Em 28 de janeiro de 2020, o Ministério da Saúde (MS) subiu o nível de alerta do país para "perigo iminente" e mudou o protocolo para identificar os casos suspeitos. Poucos dias depois, o órgão reconheceu o estado de Emergência de Saúde Pública Importância Nacional (ESPIN). O primeiro caso foi confirmado em 26 de fevereiro. No entanto, um estudo liderado pela Fundação Oswaldo Cruz (Fiocruz) indicou que o vírus começou a se espalhar por volta da primeira semana daquele mês.
Na primeira semana de março, os primeiros casos de infecção no país foram confirmados em São Paulo (13), Bahia (2), Rio de Janeiro (2), Distrito Federal (1) e Espírito Santo (1). Em 11 de março de 2020, a OMS declarou oficialmente a pandemia de COVID-19, quando o Brasil já registrava mais de cem casos confirmados. Poucos dias depois, o MS anunciou a transmissão comunitária em todo o território nacional.
A pandemia evoluiu em "ondas" ou fases mais ou menos evidenciadas a partir de variantes do vírus infeccioso que causaram escalada de casos, embora a ideia de "onda epidêmica" não seja consensual na epidemiologia ou não tenha definição formal no país. Nesse sentido, o pico da primeira onda se deu entre abril e maio de 2020 a partir da cepa original do vírus. Uma nova onda epidêmica iniciou em dezembro daquele ano e atingiu um pico bem maior que a anterior em março de 2021, em função da variante gama (anteriormente, P.1). A vacinação foi iniciada no país no início daquele ano, até que, com poucas doses de reforço da vacina aplicadas, ocorreu uma terceira escalada da doença no início de 2022 associada à variante ômicron surgida no exterior. Em fase de extinção da terceira onda, o Ministério da Saúde revogou a vigência a emergência sanitária nacional (ESPIN) em fins de abril de 2022, muito embora a OMS tivesse decidido em 12 de abril pela continuidade da declaração de Emergência de Saúde Pública de Âmbito Internacional. Depois do arrefecimento da transmissão após a extinta terceira onda, houve elevação de casos e hospitalizações associada à subvariante BQ.1 da ômicron em torno de outubro de 2022.
Desde o início até 19 de agosto de 2025, foram confirmados 39 279 090 casos e 716 238 mortes. Os gráficos abaixo apresentam o crescimento de casos e óbitos a partir da confirmação do primeiro caso no país em 26 de fevereiro de 2020. Nos gráficos, as colunas representam os números acumulados registrados nos respectivos intervalos.

## Reações

### Poder executivo

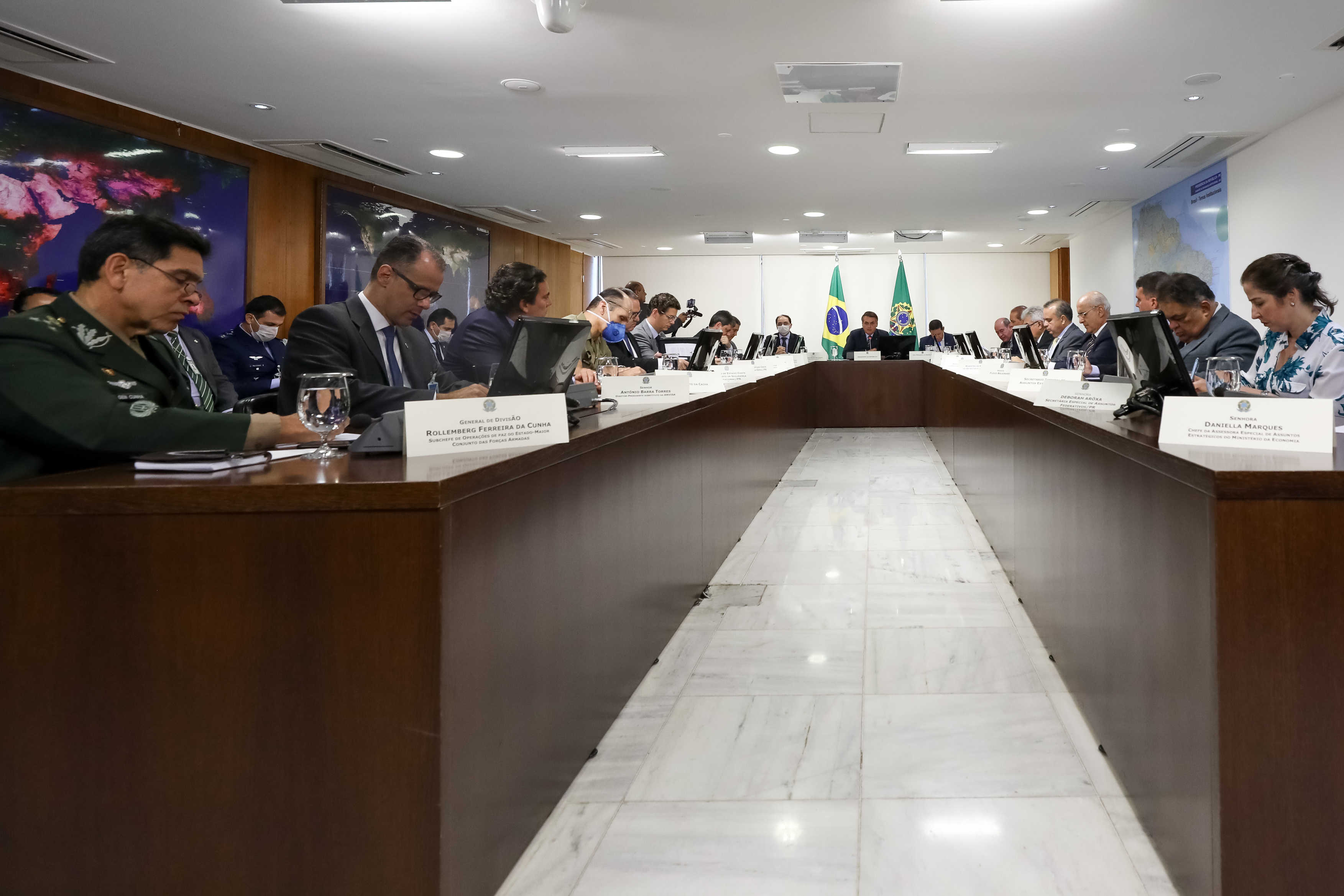
Jair Bolsonaro em videoconferência com governadores do Sudeste

O poder executivo, sob recomendação do MS, decretou, oficialmente, emergência sanitária por causa da COVID-19 e enviou ao congresso um projeto de lei para regulamentar a quarentena e receber brasileiros que estavam em Wuhan, o epicentro da doença. Naquele momento, o país ainda não havia confirmado casos, mas a decisão foi tomada para facilitar compras de equipamentos de segurança para agentes de saúde.
Poucos dias depois, o MS e a Fundação Oswaldo Cruz, a pedido da Organização Pan-Americana da Saúde, fizeram a capacitação técnica de representantes de nove países da América do Sul e Cetral para o diagnóstico laboratorial do vírus. O órgão também ampliou o número de países em monitoramento devido ao surgimento de casos da doença na Europa e anunciou a compra de 20 milhões de máscaras cirúrgicas e 600 mil aventais hospitalares em razão do aumento da demanda de atendimentos médicos. No mesmo período, Bolsonaro assinou uma medida provisória destinando crédito extraordinário de 11,2 bilhões de reais ao Ministério da Defesa para custear ações de enfrentamento de emergência de saúde pública.
Em 6 de março, em pronunciamento à nação, Bolsonaro afirmou que não havia motivo para "entrar em pânico" e classificou as recomendações de especialistas como a "melhor medida de proteção". No entanto, ao longo do mês, a postura do então presidente mudou rapidamente, a ponto dele declarar que seu governo estava "ganhando de goleada" do vírus. Na ocasião, a resposta de Bolsonaro à crise da COVID-19 foi reprovada pela população brasileira e começou a ser pauta de panelaços.
No dia 24 de março, através de um pronunciamento em rede nacional, Bolsonaro minimizou a doença ao compará-la a uma "gripezinha" ou "resfriadinho", criticou os meios de comunicação, por, segundo ele, espalhar o pânico entre a população, e ainda afirmou que o país deveria voltar à normalidade, atacando autoridades estaduais e municipais que adotaram medidas sanitárias, as quais ele chamou de táticas de confinamento em massa. Logo após a transmissão, o pronunciamento foi repudiado nas redes sociais, e ainda recebeu críticas negativas da mídia internacional e de autoridades e políticos.
O mês de abril ficou marcado por uma série de manifestações contra as medidas sanitárias e a favor de pautas antidemocráticas. Bolsonaro, por sua vez, participou de uma manifestação que defendia a intervenção militar e o AI-5, além de ter provocado inúmeras aglomerações. Durante todo o período da pandemia, o ex-presidente contrariou orientações preconizadas por especialistas e entidades de saúde, disseminou informações falsas ou distorcidas, defendeu tratamentos sem eficácia comprovada e postergou a compra de vacinas.

### Poder legislativo

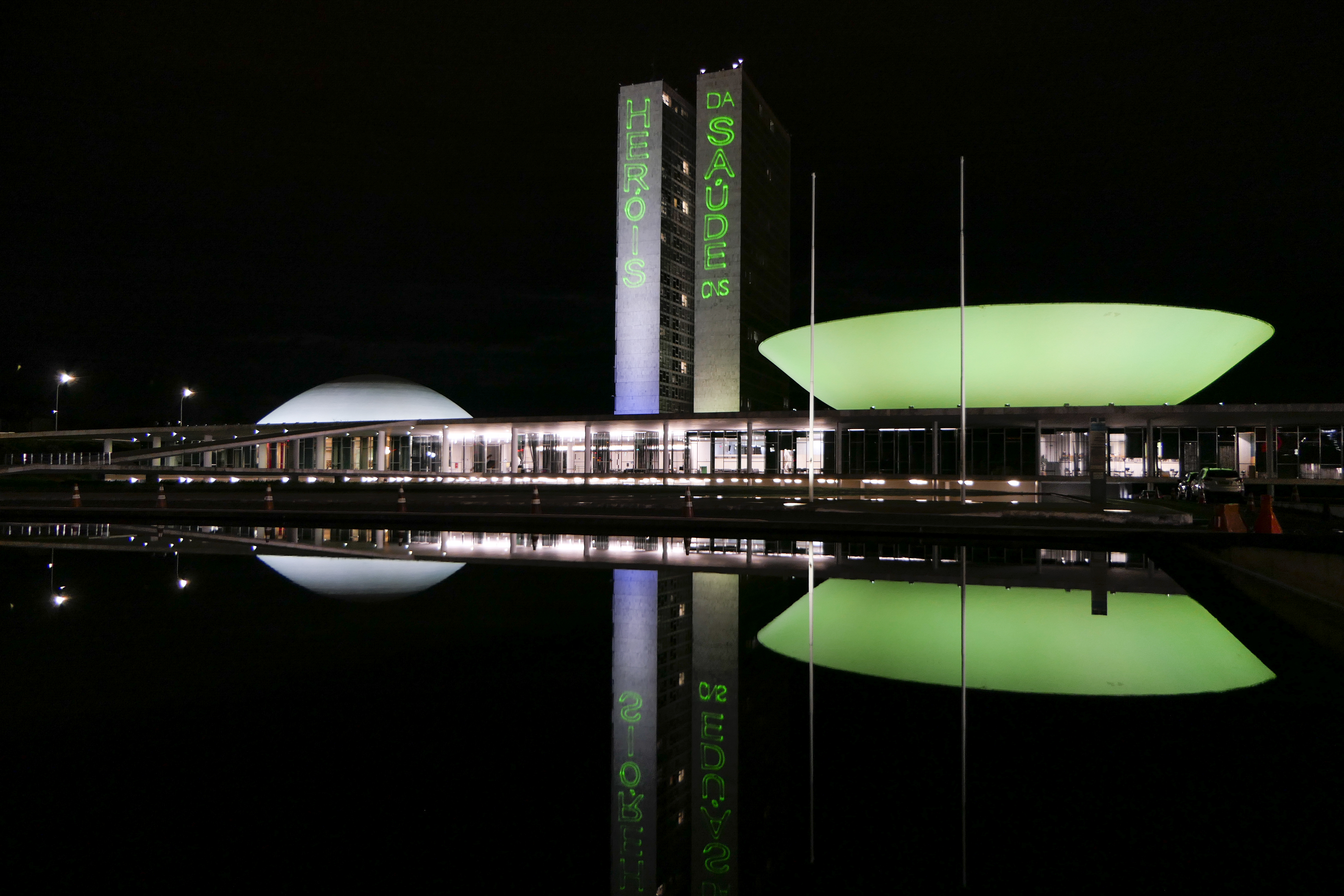
Homenagem do congresso nacional aos profissionais da saúde.

No âmbito legislativo, a Câmara dos Deputados criou, em 11 de fevereiro de 2020, uma comissão externa para acompanhar as medidas sanitárias e possíveis consequências da pandemia, com as audiências sendo realizadas por meios de videoconferências. Nos dois meses seguintes, o congresso aprovou o decreto de calamidade pública e uma mudança na lei de diretrizes orçamentárias (LDO) para aumentar o défice fiscal, permitindo que estados e municípios possam gastar mais com ações de combate ao vírus. Em maio, foi promulgada a proposta de emenda constitucional que criou um orçamento paralelo, chamado de "orçamento de guerra", para gastar recursos exclusivos em medidas sanitárias sem as exigências aplicadas ao orçamento regular e também o uso obrigatório de máscaras.
Para conter os impactos econômicos causados pela pandemia, o congresso aprovou um programa emergencial de manutenção de emprego, que permitiu, durante o período de calamidade pública, a suspensão temporária do contrato de trabalho e a redução de salários e da jornada de trabalho, com o objetivo de diminuir as despesas das empresas. Uma outra ação adotada garantiu uma renda mínima emergencial aos mais vulneráveis.
O Senado, por sua vez, instaurou, em 27 de abril de 2021, uma comissão parlamentar de inquérito para investigar ações e omissões do poder público no combate à pandemia e que revelou a existência de um gabinete paralelo e indícios de corrupção na compra de vacinas. Três meses depois, a comissão foi concluída com o pedido de 80 indiciamentos.

### Poder judiciário

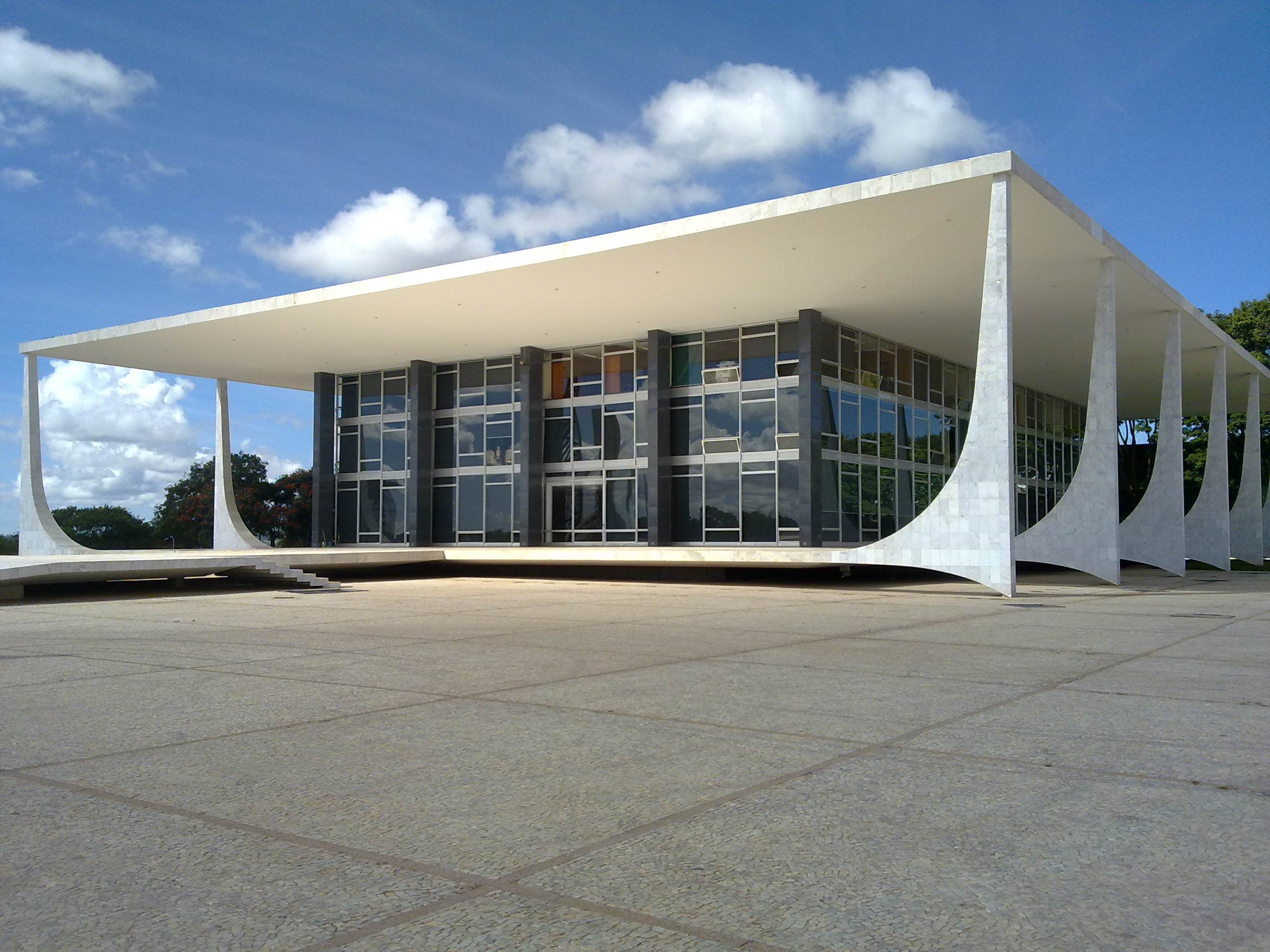
Palácio do Supremo Tribunal Federal.

No âmbito judiciário, os órgãos se adaptaram às exigências sanitárias, adotando o trabalho telepresencial como regra, realizando audiências por meio de videoconferências de forma contínua e implementado a sistemática da conciliação virtualmente. Em 17 de março, o Conselho Nacional de Justiça (CNJ) emitiu uma recomendação a tribunais e magistrados para adoção de medidas preventivas que incluíram: redução do fluxo de ingresso no sistema prisional e socioeducativo, medidas de prevenção na realização de audiências judiciais nos fóruns, suspensão excepcional da audiência de custódia, ação conjunta com os Executivos locais na elaboração de planos de contingência e suporte aos planos de contingência deliberados pelas administrações penitenciárias dos estados em relação às visitas. No entanto, Luiz Fux, ministro do Supremo Tribunal Federal (STF), discordou da liberação dos presos em regime semiaberto e alertou que a medida poderia resultar em uma "crise sem precedentes na segurança pública nacional".
Em 29 de março de 2020, o ministro Alexandre de Moraes autorizou em liminar que o governo descumprisse as leis de diretrizes orçamentárias e responsabilidade fiscal (LRF) a pedido da Advocacia-Geral da União (AGU) como medida emergencial. No mês seguinte, o Plenário do STF, por unanimidade, confirmou o entendimento de que as medidas emergenciais adotadas pelo governo federal não anulam a competência concorrente nem a tomada de providências normativas e administrativas pelos estados e municípios.

### Governos estaduais e municipais

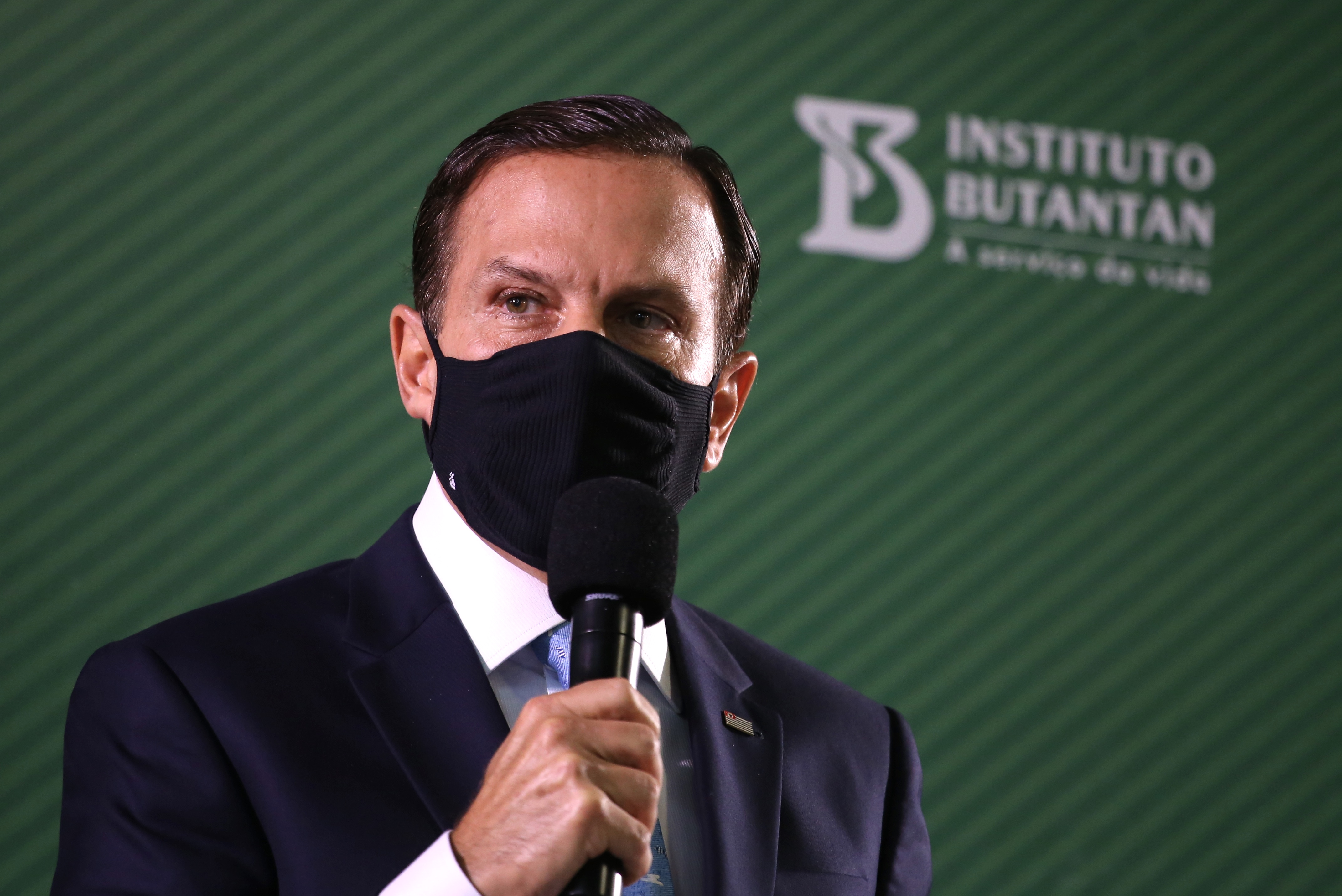
O então governador de São Paulo João Doria em uma coletiva de imprensa.

Diante do contexto de negacionismo e crise sanitária, coube aos governadores, prefeitos e secretarias municipais de saúde decretarem medidas de combate à pandemia, como isolamento social e uso de máscara. Em março de 2020, com a propagação do vírus em território nacional, os governos de todas as unidades federativas suspenderam temporariamente as atividades escolares e eventos com grande número de pessoas. Outras restrições foram adotadas simultaneamente em vários estados, tais como a redução do transporte público, incentivos ao trabalho remoto e o fechamento de atividades comerciais não essenciais. Hospitais de campanha também foram montados para aumentar a capacidade hospitalar.
Por causa das medidas sanitárias, governadores e prefeitos foram atacados por Bolsonaro, que defendia medidas mais frouxas para minimizar os impactos na economia, e chegou a classificar como criminosas as medidas adotadas por estados e municípios. Os governadores responderam mantendo em vigor as medidas sanitárias. Em 25 de março de 2020, Bolsonaro e o governador de São Paulo, João Doria, discutiram durante uma reunião virtual. Doria criticou a postura do então presidente e afirmou que a crise sanitária não seria vencida sem diálogo. No dia seguinte, todos os governadores, com exceção de Ibaneis Rocha, do Distrito Federal, assinaram uma carta com reivindicações ao governo federal, convidando Bolsonaro a agir em parceria com eles e com os demais poderes.
Por outro lado, alguns municípios ficaram marcados por gestões negacionistas e caóticas, como o município de Duque de Caxias, denunciado por desrespeitar a ordem dos grupos prioritários e aplicar doses em vias públicas. Além disso, muitos prefeitos distribuíram à população medicamentos do Kit Covid.

## Impactos

### Saúde

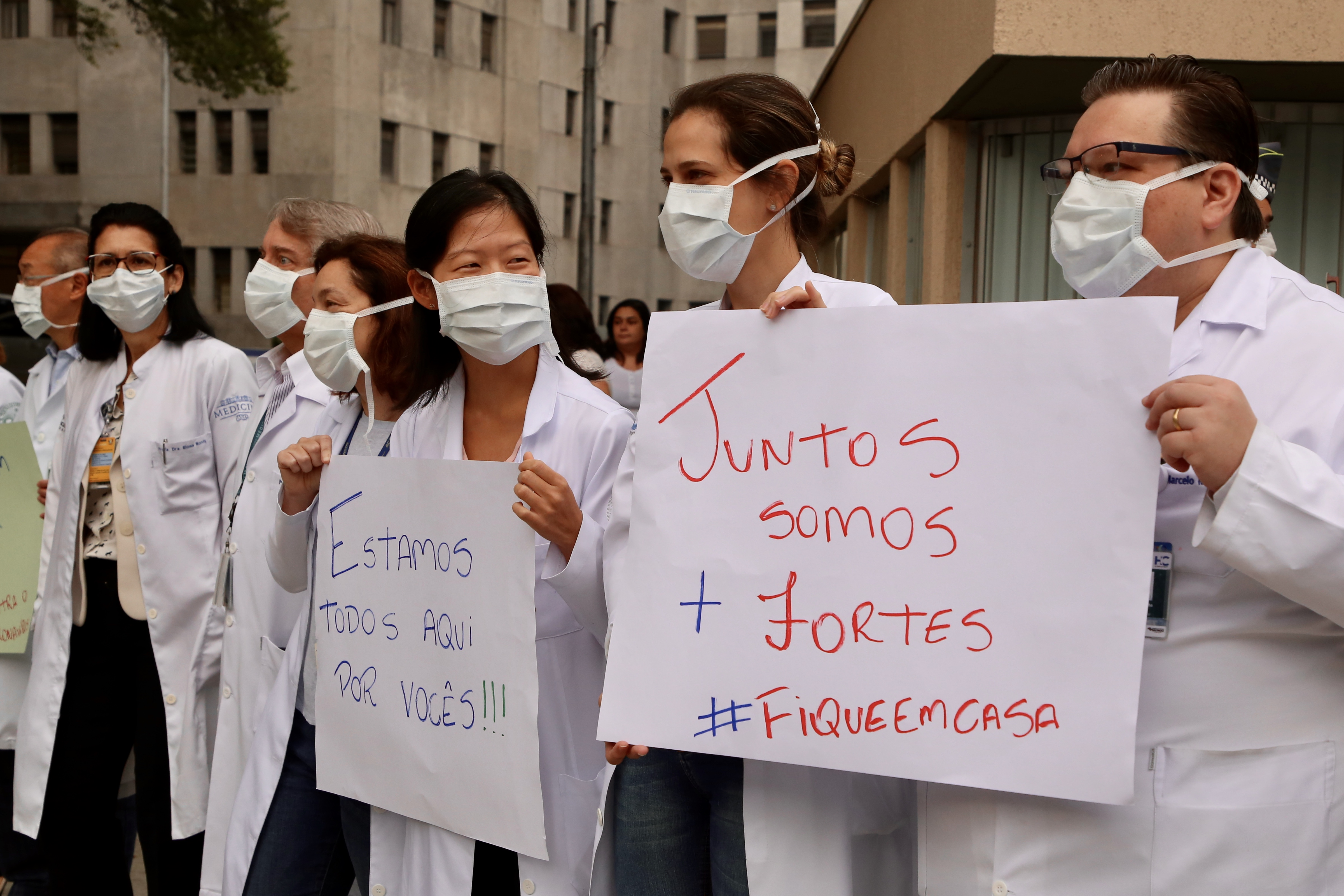
Manifestação de profissionais de saúde

De acordo com levantamento da Internacional de Serviços Públicos (ISP), produzido pela Lagom Data, mais de 4500 profissionais de saúde, a maior parte de auxiliares ou técnicos de enfermagem, morreram entre março de 2020 e dezembro de 2021. O estudo ainda indicou que oito a cada dez desses óbitos eram de mulheres. O número de profissionais de saúde afastados após serem infectados com o vírus também aumentou, a ponto de muitos não se sentirem protegidos nos locais de trabalhos. De todo modo, profissionais de saúde receberam homenagens por atuarem na linha de frente no enfrentamento da pandemia.
No contexto operacional, Manaus foi a primeira capital que enfrentou um colapso hospitalar e funerário. O evento ocorreu em abril de 2020, quando os leitos de unidade de terapia intensiva (UTI) operaram na capacidade máxima, os necrotérios não suportaram o aumento da demanda e os cemitérios públicos começaram a abrir valas comuns. Em janeiro de 2021, a cidade viveu um segundo colapso, muito provavelmente impulsionado por uma cepa mais contagiosa. O estado do Amazonas, inclusive, não conseguiu suprir a demanda de oxigênio, o que agravou a crise sanitária. No mesmo período, o MS incentivou a população e pressionou a prefeitura de Manaus para aderirem ao tratamento precoce.
Na primeira quinzena de março de 2021, 24 estados e o Distrito Federal apresentaram taxas de ocupação de leitos de UTI superiores a 80%, sendo dezesseis acima dos 90%. Os números refletiram um colapso nacional e rapidamente o Brasil começou a registrar mortes em filas de espera por leitos e alertas para possíveis desabastecimentos de oxigênio e equipamentos para a intubação de pacientes.
Como se isso não fosse suficiente, a pandemia diminuiu o número de procedimentos cirúrgicos, impactou o diagnóstico e o tratamento de câncer e agravou a saúde mental.

### Economia

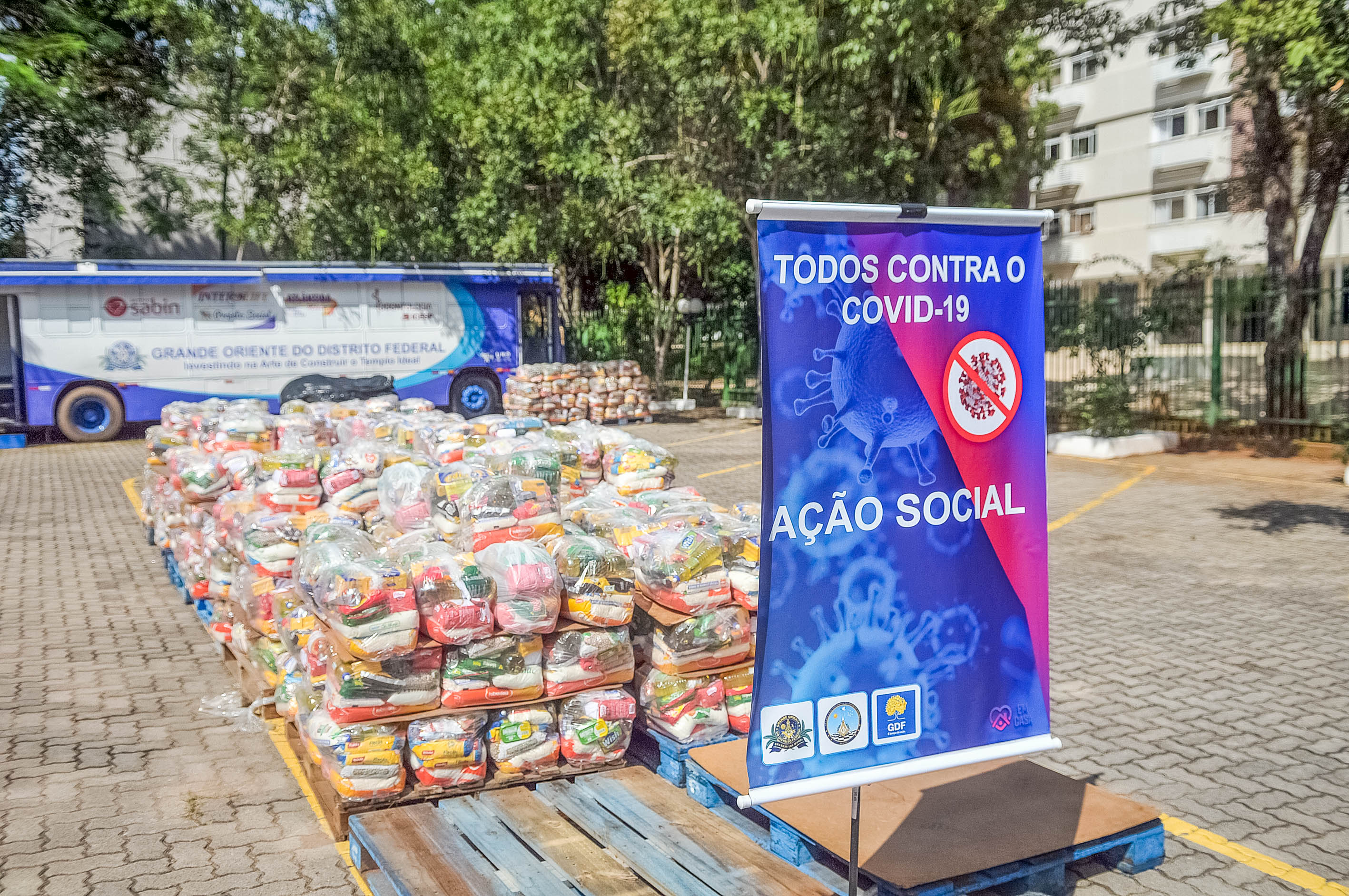
Ação Social da Maçonaria no Brasil para arrecadação de alimentos em Brasília

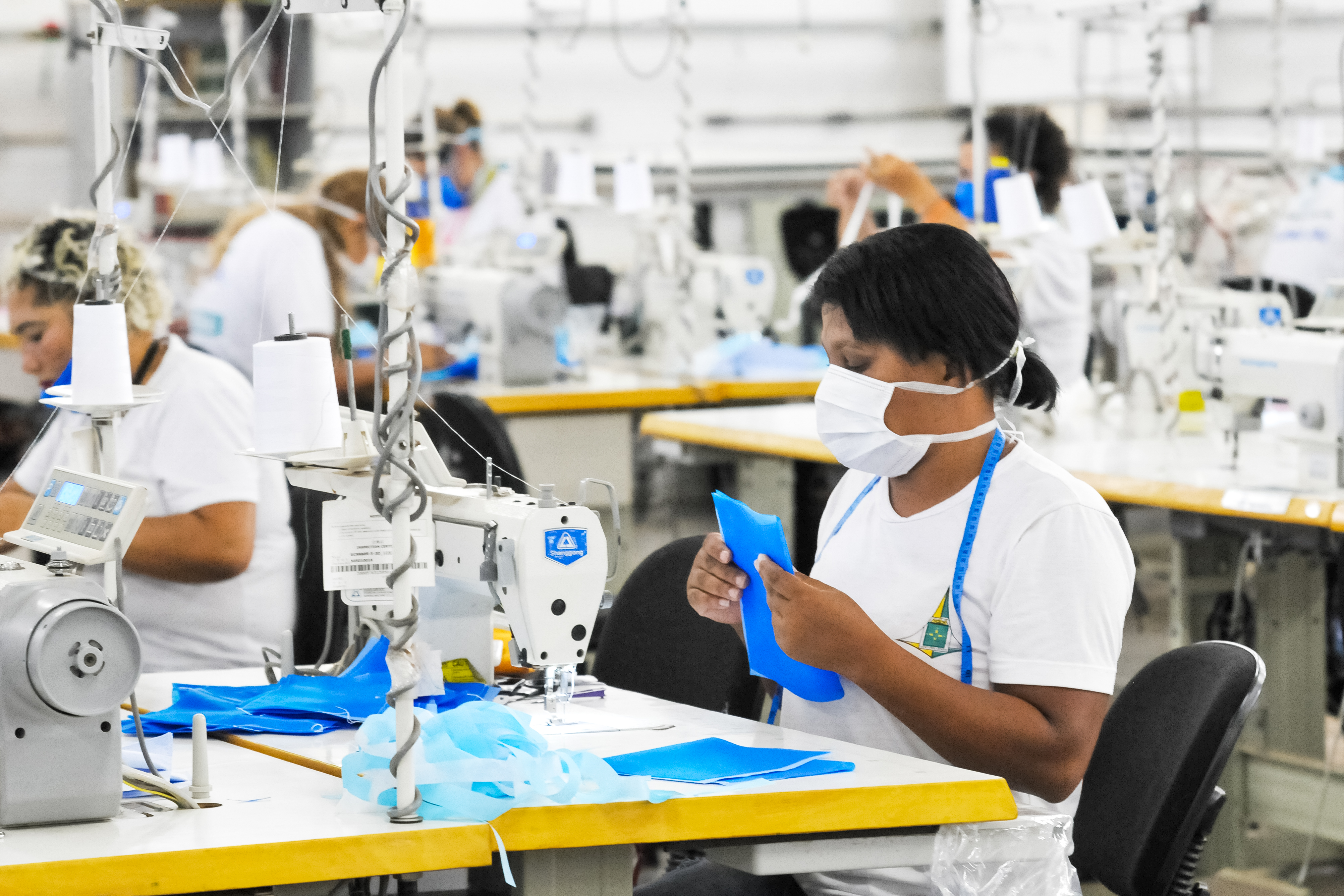
Produção de máscaras de proteção durante a pandemia

No âmbito econômico, a pandemia interrompeu a recuperação de longo prazo e impactou diretamente no emprego e na renda da população. No dia 30 de março, foi prevista pela primeira vez uma retração no PIB do país para o ano de 2020, A projeção para o Produto Interno Bruto (PIB), que antes era de um crescimento de 1,48%, passou a ser uma queda de 0,48%. Foi a sétima queda consecutiva da previsão de crescimento.
De acordo com o Instituto Brasileiro de Geografia e Estatística (IBGE), o número de desempregados ultrapassou os 15,2 milhões no primeiro trimestre de 2021, uma taxa de 14,9%. Por outro lado, o país apresentou uma recuperação no número de desocupados, mas os dados corresponderam a um aumento da informalidade. Para garantir a manutenção de empregos formais, o congresso aprovou aprovou um programa emergencial de manutenção de emprego, que permitiu, durante o período de calamidade pública, a suspensão temporária do contrato de trabalho e a redução de salários e da jornada de trabalho, com o objetivo de diminuir as despesas das empresas. Ao mesmo tempo, a renda da população foi significativamente impactada. Inclusive, a inflação das famílias de renda mais baixa foi de 16,8%. Na ocasião, as pressões inflacionárias ficaram concentradas entre os alimentos, classe que compromete mais o orçamento de famílias menos favorecidas. Para endossar as medidas sanitárias e diminuir os efeitos inflacionários, o congresso aprovou o auxílio emergencial, um programa de transferências de renda mínima aos mais vulneráveis.
Apesar disso, o uso obrigatório de máscaras resultou no aumento da demanda, encarecendo o produto. A alternativa foi incentivar a produção em grande escala de máscaras de proteção para profissionais de saúde e para a população, criando uma oportunidade de mercado para indústrias têxteis, de confecções e pequenas oficinas de costura.
Em 14 de abril de 2020, o secretário do Tesouro Nacional, Mansueto Almeida, afirmou que a dívida bruta do governo fecharia o ano em 85% ou mais do PIB em um cenário sem venda de reservas internacionais pelo Banco Central. Esse crescimento ocorreu principalmente pelas despesas do governo com as ações de combate à pandemia. Para a consultoria Capital Economics, em razão ao aumenta da dívida pública, o Brasil deve ser um dos países que mais tempo leverão para se recuperar da crise econômica.

### Educação

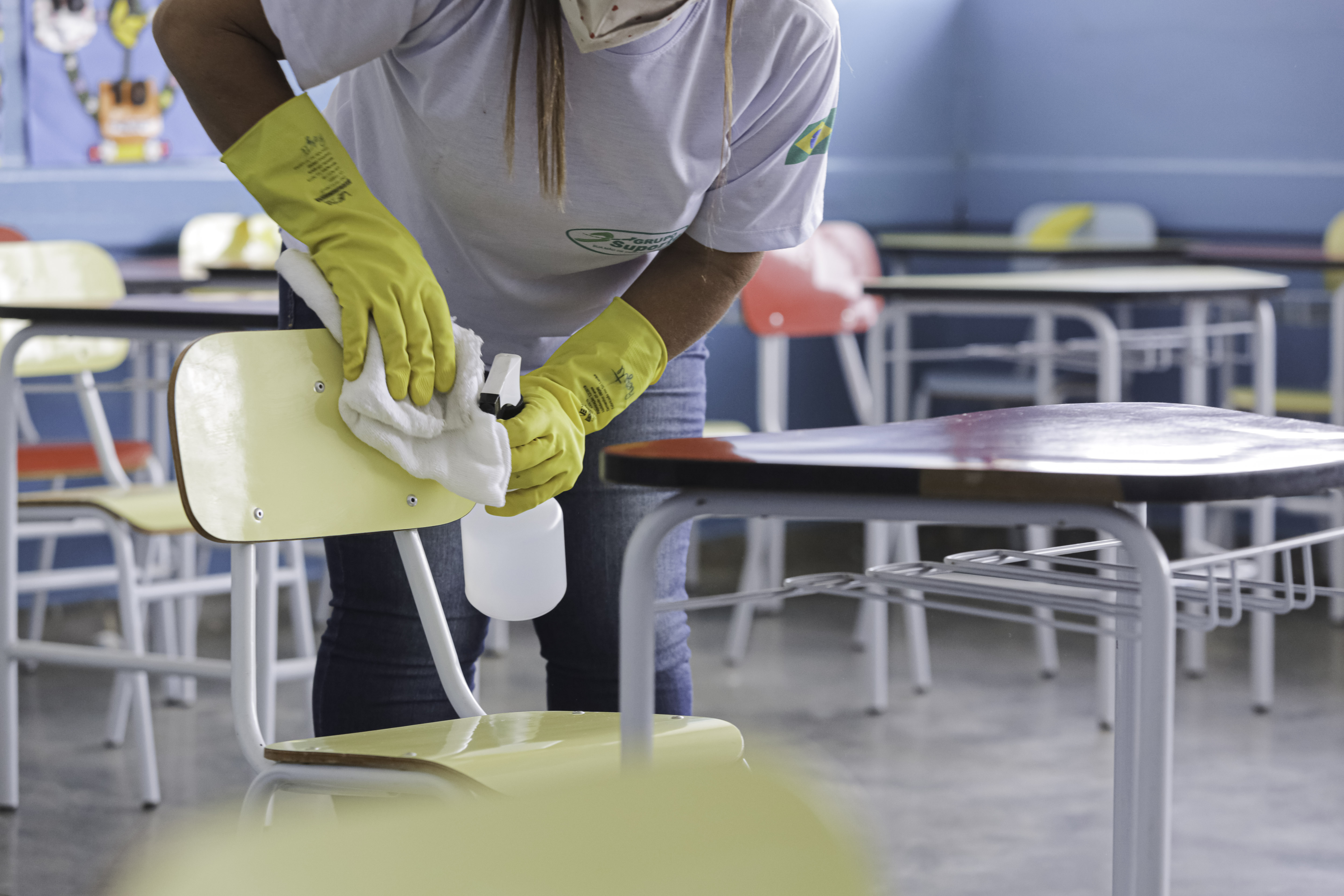
Profissional de limpeza higieniza uma carteira escolar

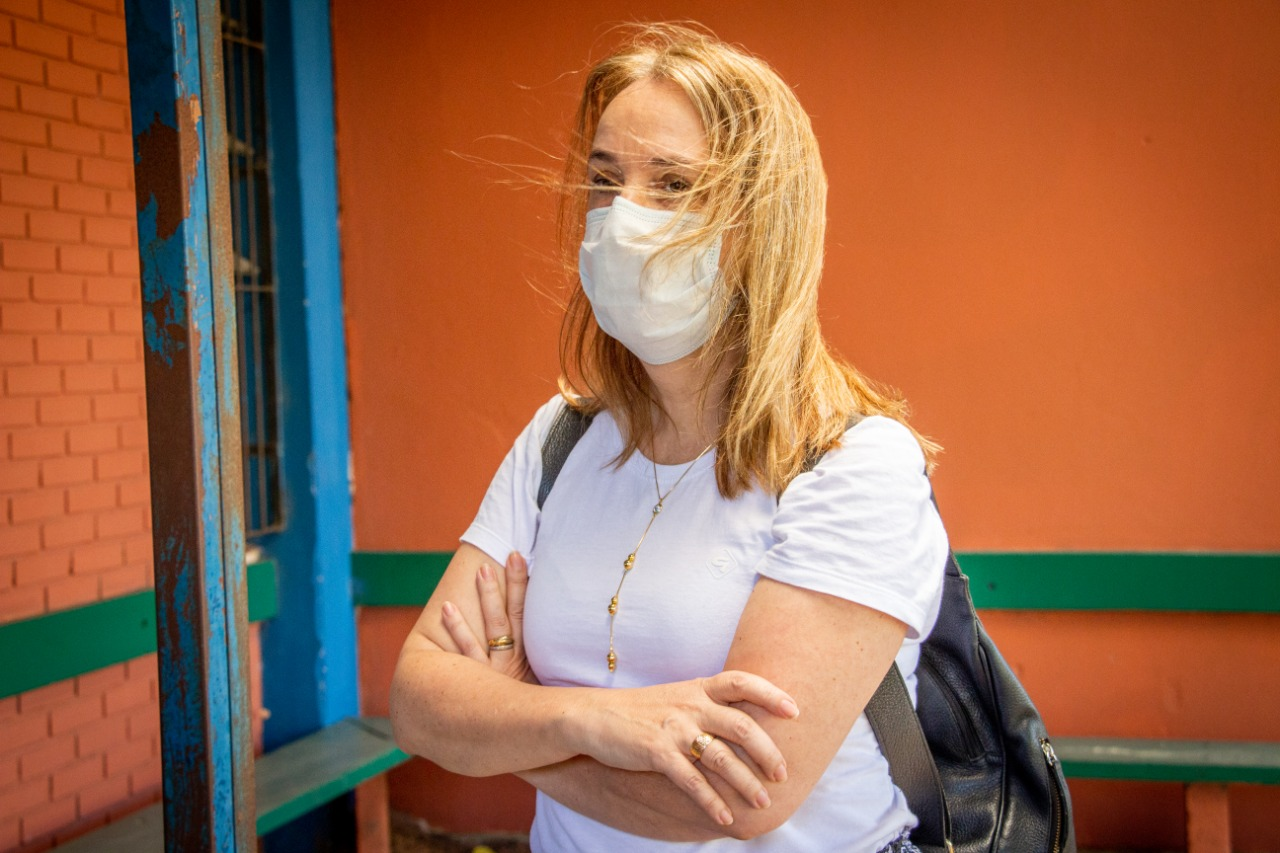
Estudante usando uma máscara de proteção

A pandemia de COVID-19 impactou o sistema educacional brasileiro, alterando a rotina dos estudantes nos mais diversos níveis de aprendizado e paralisando as aulas presenciais em todo o país. O Brasil, inclusive, foi o país que manteve escolas fechadas por mais tempo, em 2020, com 178 dias. Para atender as demandas sanitárias, muitas escolas privadas optaram, inicialmente, por antecipar as férias de julho. Em algumas universidades públicas, principalmente as federais, o calendário do ano letivo foi cancelado. Com a impossibilidade das aulas presenciais, escolas e universidades adotaram a educação a distância, modalidade que propiciou a continuidade da educação, mas evidenciou a desigualdade existente no país.
Logo no início da pandemia, em 1.º de abril de 2020, o então presidente Jair Bolsonaro assinou uma medida provisória que suspendeu a obrigatoriedade de instituições de ensino cumprirem a quantidade mínima de dias letivos, mantendo apenas a carga horária mínima. O Ministério da Educação (MEC), por sua vez, abriu um cadastro para que estudantes de medicina, enfermagem, farmácia e fisioterapia atuassem em estabelecimentos de saúde do Sistema Único de Saúde (SUS). O Senado aprovou, em 15 de maio de 2020, a suspensão do pagamento de empréstimos no Fundo de Financiamento ao Estudante do Ensino Superior (FIES) por três meses. No mesmo mês, o congresso também aprovou um projeto de lei que adiou o Exame Nacional do Ensino Médio (ENEM) e os demais processos seletivos para o ano de 2021.
De acordo com o MEC, a pandemia prejudicou os alunos em fase de alfabetização. As avaliações do segundo ano do ensino fundamental mostram que o percentual de estudantes, por volta de 7 anos, que ainda não sabem ler palavras isoladas subiu de 15% para 34% em relação ao último censo, em 2019. Por outro lado, aqueles que não têm capacidade para somar ou subtrair correspondem a 22% dos discentes, contra 16% há dois anos. O resultado das provas aplicadas para o quinto ano do ensino fundamental indicou que 23% dos alunos, mesmo entre os que sabem ler, não compreendem sentidos de palavras e expressões em textos.

### Cultura e turismo

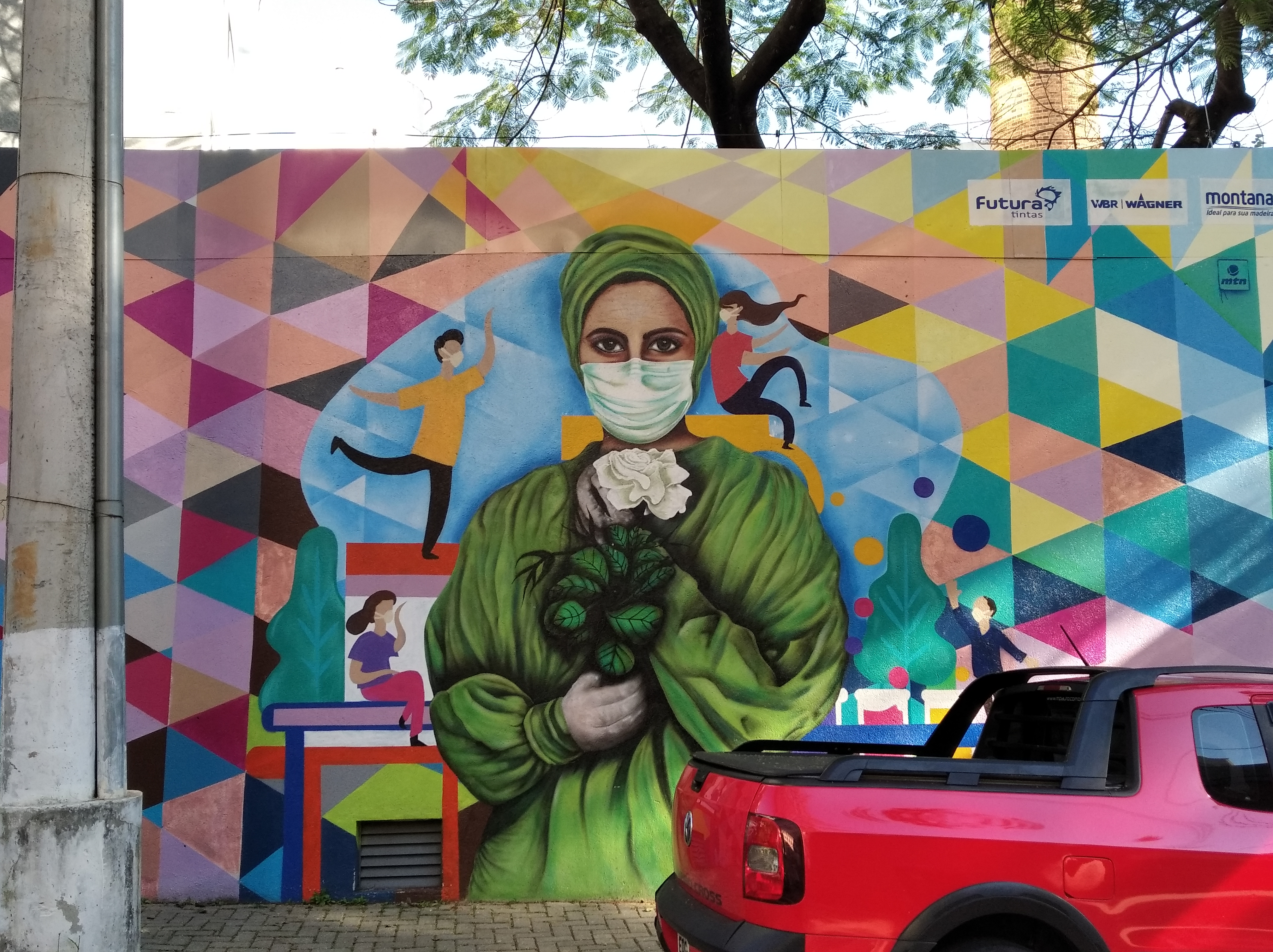
Grafite em homenagem aos profissionais da saúde.

Assim como em outros setores, estabelecimentos culturais, como bibliotecas, cinemas, festivais, museus e teatros, entre outros segmentos, tiveram suas atividades temporariamente paralisadas. Além do mais, importantes eventos foram cancelados ou adiados, incluindo o Lollapalooza, a Virada Cultural de São Paulo, o Festival de Teatro de Curitiba, a Festa Literária Internacional de Paraty, a São Paulo Fashion Week, a Oktoberfest , o Festival Folclórico de Parintins, a procissão do Círio de Nazaré, entre outros, somando mais de 800 eventos e cinco mil shows musicais afetados.
Diante das restrições, o consumo por música cresceu, assim como as visualizações de videoclipes musicais no YouTube e a audiência de serviços de streaming. Por sua vez, diversos portais digitais foram lançados para transmitir aulas, debates, espetáculos e oficinas.
No turismo, a pandemia diminuiu mais da metade o número de turistas internacionais, ao registrar 2,9 milhões. Devido às dificuldades, o turismo doméstico, por ter menos restrições e ser menos custoso, aumentou consideravelmente. O setor, inclusive, terminou 2020 com o faturamento 30% abaixo do patamar verificado antes da pandemia, sendo que, somente em março daquele ano, a perda foi 2,2 bilhões de reais.
O setor aéreo também sofreu grande impacto. Logo no início da pandemia, a maior parte da frota global de aviões ficou parada por causa do fechamento de fronteiras e das medidas de distanciamento social. Por conseguinte, muitos vôos foram cancelados, o que necessitou a adoção de regras emergenciais para o reembolso ou remarcação de passagens aéreas. De acordo com a Associação Internacional de Transportes Aéreos, as perdas globais das companhias aéreas foram de 157 bilhões de dólares.

### Período eleitoral

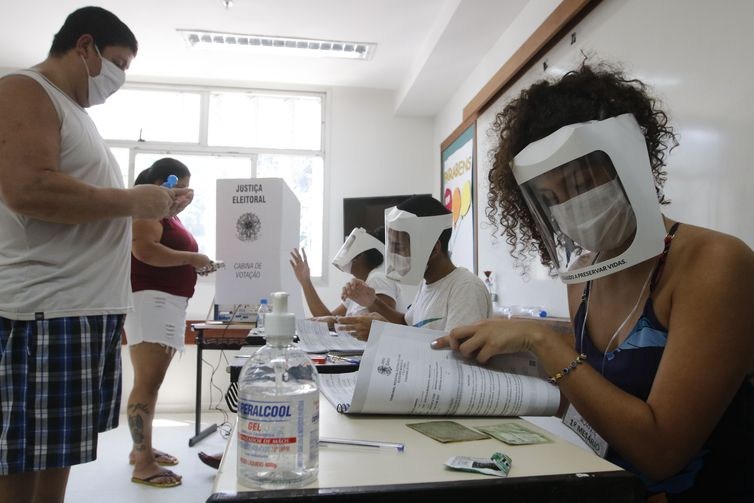
Eleitores e mesários usaram máscaras e álcool em gel como protocolo de segurança.

Durante a propagação do coronavírus em território nacional, em 2020, entes e partidos políticos discutiram a realização das eleições municipais. Na ocasião várias sugestões foram feitas, incluindo o adiamento dos pleitos e a prorrogação dos mandatos dos atuais prefeitos e vereadores. No mês de julho, o congresso nacional oficializou o adiamento de 4 e 25 de outubro para 15 e 29 de novembro.
As eleições municipais de 2020 ficaram marcadas, na sua dimensão procedimental, pela adoção de protocolos de distanciamento social e de higiene pessoal. O Tribunal Superior Eleitoral (TSE) determinou regras específicas, como uso obrigatório de máscaras, higienização constante e horários preferenciais para idosos.
Em decorrência do contexto sanitário, cientistas políticos alertaram para um aumento no número de abstenção, o que realmente ocorreu. O país registrou 23,14% de abstenções no primeiro turno, o maior índice em 20 anos, embora não tenha subido significativamente em relação às médias anteriores. No segundo turno, o índice foi de 29,5%. Em janeiro de 2021, o TSE suspendeu as consequências legais para quem não compareceu nas eleições municipais.

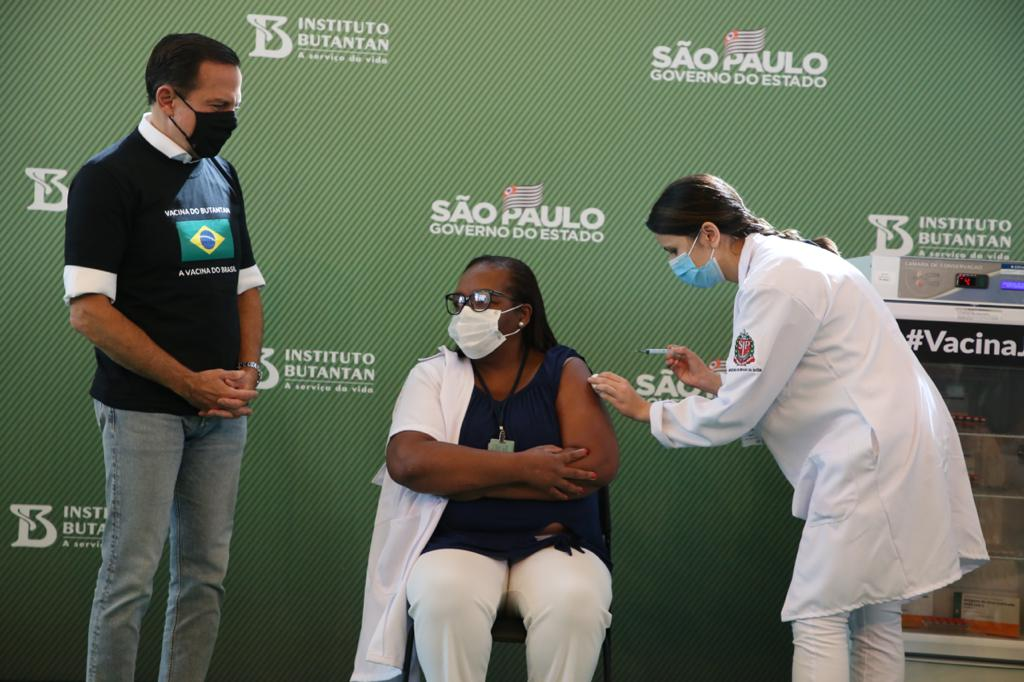
A enfermeira Mônica Calazans foi a primeira pessoa a receber uma dose da vacina contra a COVID-19.

## Vacinação
Em 17 de janeiro de 2021, a Agência Nacional de Vigilância Sanitária (Anvisa) autorizou o uso emergencial das vacinas AZD1222 e CoronaVac. No mesmo dia, o governo de São Paulo aplicou a primeira dose na enfermeira Mônica Calazans, a qual tornou-se a primeira pessoa, fora dos estudos clínicos, vacinada no Brasil.
Por sua vez, a vacinação em todo território nacional teve início em 19 de janeiro de 2021, com profissionais de saúde, residentes de asilos e indígenas recebendo a imunização. Em setembro de 2021, o país havia vacinado parcialmente 147 milhões de pessoas, o que contribuiu para uma queda no número de mortes de 79%. O ano de 2021, aliás, foi encerrado com 80% da população adulta vacinada com as duas doses. No dia 24 de abril de 2023, o MS, sob a gestão de Nísia Trindade, ampliou o programa de vacinação com dose de reforço bivalente para toda população acima de 18 anos.
A vacinação foi considerada uma das principais causas da redução de óbitos e internações no Brasil. Apesar dos números positivos, o país enfrentou inúmeros desafios durante a campanha de vacinação, com denúncias de desvios de doses, fura-filas e irregularidades na aplicação.

## Leituras posteriores
- Arrais, Cristiano Alencar; Corcioli, Graciella; Medina, Gabriel da Silva (Fevereiro de 2021). «The Role Played by Public Universities in Mitigating the Coronavirus Catastrophe in Brazil: Solidarity, Research and Support to Local Governments Facing the Health Crisis». Frontiers in Sociology (em inglês). 6 (610297). doi:10.3389/fsoc.2021.610297. Consultado em 26 de fevereiro de 2025. Cópia arquivada em 3 de setembro de 2024